# Mecklenburgische Kirchenordnung von 1552
Die Mecklenburgische Kirchenordnung von 1552 war ein Rechtstext zur Regelung des Kirchenwesens im Gesamtstaat Mecklenburg. Sie sticht unter den anderen lutherischen Kirchenordnungen durch ihre originäre Struktur hervor und ist auch von Städten und anderen Landeskirchen zunächst übernommen worden.

## Hintergrund
1549 war Mecklenburg per Landtagsbeschluss lutherisch geworden. Bei dieser daraus folgenden Kirchenordnung, durch Herzog Johann Albrecht  I. verkündet, handelt es sich nicht um eine innerkirchliche Gesetzgebung, sondern um einen Rechtstext mit Verfassungsrang im Fürstentum. Sie galt in der revidierten Fassung von 1602 nominell bis 1918 und hatte für Mecklenburg den Rang einer Bekenntnisschrift. 1855 wurde deshalb die revidierte Kirchenordnung vom Herzogshaus und dem gerade gebildeten Oberkirchenrat neu herausgegeben.
Die Kirchenordnung wurde nicht von einem Einzelnen verfasst, sondern von einer Gruppe von Theologen, zu der der Rostocker Theologieprofessor Johannes Aurifaber und der Superintendent Johann Riebling gehörten. Philipp Melanchthon erhielt das fertige Exemplar zur Prüfung und veröffentlichte später den ersten Teil, das Examen, auch unter seinem Namen.

## Inhalt
Die einzelnen Ortskirchen werden in der Kirchenordnung wie einzelne Diözesen behandelt, von denen Einträchtigkeit im Glauben erwartet wird. Die mittelalterliche Diözesanaufteilung für Mecklenburg mit Schwerin, Ratzeburg, Cammin und Brandenburg wurde somit obsolet.
Eine übergreifende Institution Kirche ist in dieser Kirchenordnung nicht im Blick. Die Superintendenten nehmen im Auftrag des Landesherren administrative Aufgaben wahr und haben für Einträchtigkeit im Glauben Sorge zu tragen, auch visitieren sie zusammen mit bürgerlichen, bzw. herrschaftlichen Amtspersonen die Gemeinden. Vornehmliches Interesse der Visitation galt nicht den Pastoren oder einer Abfrage des Glaubensstandes, sondern in erster Linie das kommunale Miteinander der Christen vor Ort.
Damit wurde an die mittelalterliche Unterscheidung im Bischofsamt angeknüpft, wo man zwischen dem administrativen Bischofsamt und der Bischofsweihe unterschied, für die die Zustimmung des Papstes vonnöten war. In die Ordinationsordnung der Pastoren waren darum Elemente der mittelalterlichen Bischofsweihe aufgenommen worden. Das Summepiskopat des Fürsten war mithin ebenso wenig wie das Amt des Landessuperintendenten ein Bischofsamt im geistlichen Sinn nach mittelalterlichem Vorbild.
Beschlossen wurde mit der Kirchenordnung die Bildung eines Konsistoriums in Rostock als weltliche Rechtsinstanz für kirchliche Angelegenheiten. Der Landbesitz der Klöster sollte Bildungsaufgaben zugutekommen. Eine neue Universitätsordnung für Rostock wurde in der Ordnung ebenfalls angekündigt und gefordert. Ebenso bot der Text eine Grundordnung für die z. T. noch zu bildenden Lateinschulen in den Städten.
In Bezug auf die Gottesdienste finden sich in der Kirchenordnung von 1552 vor allem bereits bekannte Texte. Die Kirchenordnung war nicht als Altaragende vorgesehen, sollte aber der weitgehende Einheit in der gottesdienstlichen Praxis dienen.

## Editionen
- Emil Sehling: Die evangelischen Kirchenordnungen des XVI. Jahrhunderts, Band V, Leipzig 1913
- Martin Grahl: Gott und seine Kirche. Mecklenburgs Kirchenordnung von 1552. Hamburg 2024, ISBN 978-3-384-27041-2 (mit Kommentar und ausführlicher Einleitung; PDF-Datei)